# Stazione per l'Alpago
La stazione per l'Alpago è una fermata ferroviaria posta sulla linea Ponte nelle Alpi-Conegliano. Posta nel territorio comunale di Ponte nelle Alpi, serve il territorio dell'Alpago.

## Storia
La stazione per l'Alpago entrò in servizio il 24 settembre 1938, all'attivazione della linea da Vittorio Veneto a Ponte nelle Alpi.
Era dotata di tre binari, attualmente i primi due sono stati dismessi ed in funzione vi è solamente il terzo.
Nel 2022 in accordo tra il comune di Alpago e RFI è stata riqualificata l'intera area anche in vista delle Olimpiadi invernali 2026.

## Strutture e impianti
È una fermata ferroviaria il cui nome deriva dal fatto che era nata come stazione che doveva servire l'Alpago, regione storica della provincia di Belluno. Il piazzale era composto da tre binari, tutti serviti da marciapiede, con la predisposizione per la messa in opera di un quarto. Attualmente i primi due binari non sono utilizzati, risultano in stato di abbandono e sono scollegati dalla rete ferroviaria.
Lo scalo merci era dotato di un piano caricatore e di una bilancia a ponte. Erano presenti una torre del rifornitore e delle colonne idriche per le locomotive a vapore.

## Movimento
La stazione è servita da treni regionali svolti da Trenitalia nell'ambito del contratto di servizio stipulato con la Regione del Veneto. Vi fermano tutti i treni regionali delle relazioni Belluno-Venezia Santa Lucia (con alcune corse limitate a Conegliano o Treviso Centrale), oltre alle relazioni effettuate nei giorni festivi Calalzo P.C.C.-Venezia Santa Lucia.

## Servizi
La stazione offre i seguenti servizi:
- Biglietteria automatica
- Sala d'attesa

## Interscambi
Lungo la SS 51 in corrispondenza della stazione ferroviaria si trovano le fermate dei servizi interurbani gestiti da DolomitiBus, MOM e ATVO.
- Fermata autobus